# 織田信序
織田 信序（おだ のぶつぐ）は、江戸時代中期の旗本。通称は老之助、左兵衛。

## 生涯
旗本・織田信安の次男として誕生した。
安永3年（1774年）10月6日、信安の死去により家督を相続する。信序の系統の旗本織田家は、大和国宇陀松山藩主・織田高長の三男・長政の次男・信清を初代とし、大和宇陀郡内300石を支配していた。安永5年（1776年）12月22日、10代将軍・徳川家治に御目見する。天明2年（1782年）12月22日、西丸・書院番に加えられる。
寛政2年（1790年）4月3日、本丸勤務、寛政8年（1796年）12月10日、西丸勤務となる。享和2年（1802年）10月19日、高齢を理由に免職となり、小普請組所属となる。退職にあたって慰労金を賜る。
同家は子の老之助、孫の房之助へと相続されていったようである。房之助は高家旗本織田信存の息子で、養子であったと推測される。

## 系譜
正室はなし。子女は4男。
- 父：織田信安
- 母：不詳
- 正室：なし
- 生母不明の子女
  - 長男：織田信虎
  - 次男：津田信兼
  - 三男：織田信吉